# Франц Клајнхапел
Франц Клајнхапел (Грац, 25. септембар 1896 – Загреб, 15. јануар 1991) је био генерал-мајор санитетске службе ЈНА и хирург.

## Биографија
У родном граду завршио је гимназију и студије медицине (1922). Хирургију је специјализовао у Инзбруку, Бечу и Грацу до 1926. године. Кратко је радио у Загребу и на Косову и Метохији, а затим је прешао у Бању Луку, гдје је постао водитељ хируршког одјела болнице. У марту 1942. био је управник и хирург у војним болницама у Лици, на Кордуну и у Горском Котару, те у обласној војној болници 4. корпуса НОВЈ. Заповједник Централних војних болница, Загреб, постао је 1945, а годину дана касније прешао је на мјесто управника Главне војне болнице 2. армије Југословенске армије, у којој је од 1953. до пензионисања 1961. био начелник хируршког одјељења. Унапријеђен је 1960. у чин генерал-мајора санитетске службе, а 1965. изабран је за почасног члана Збора лијечника Хрватске. Умро је 1991. године.